# Хуго Штраус
Хуго Штраус (Манхајм, 25. јун 1907 — Свердловск, 1. новембар 1941) био је немачки веслачки репрезентативац. Веслао је у двојцу без кормилара, а био је члан веслачког клуба Манхајмер из Манхајма. По занимару је био професор.
Штраус је у двојцу са Вилијем Ајхорном на првенству Немачке 1935. био други. Следеће године су победили и квалификовали се за учешће на Летњим олимпијским играма у Берлину.
У квалификационој трци на Играма победили су у својој групи, па су се директно пласирали у финале, где су са три секунде предности победили данску посаду Петер Олсен и Хари Ларсен.
Године 1938. поново су били други на немачком првенству.
Хуго Штраус је покренуо иницијативу да се у оквиру веслачког клуба Манхајмер направи клизалиште. То је био подстицај за оснивање хокеј клуба Манхаимер ЕРК, чији је први предсеник био Хуго Штраус.